# 光輝戰鬥機
光輝戰鬥機（羅馬化：Tejas）是印度斯坦航空有限公司開發的輕型多用途戰機，自印度的輕型戰鬥機計劃（Light Combat Aircraft，LCA）發展而來。該計劃始於20世紀80年代，用以取代逐步老化的米格-21戰鬥機，最後成品被正式命名為Tejas。
2015年1月17日，在首架光輝戰鬥機交付印度空軍後開始服役。

## 歷史
光輝戰鬥機最早可追溯於1969年，當時印度政府接受印度航空委員會的建議，由印度斯坦航空有限公司設計和開發出一款類似HF-24風神戰鬥轟炸機定位的戰鬥機。印度斯坦航空有限公司終在1975年完成設計的研究，但該項目由於無法得到印度空軍的信任與種種原因而被取消。然而印度仍然意識到有必要建立一套完整的軍工體系，在這種情況下產生的便是輕型戰鬥機計劃。

### 輕型戰鬥機計畫（LCA）

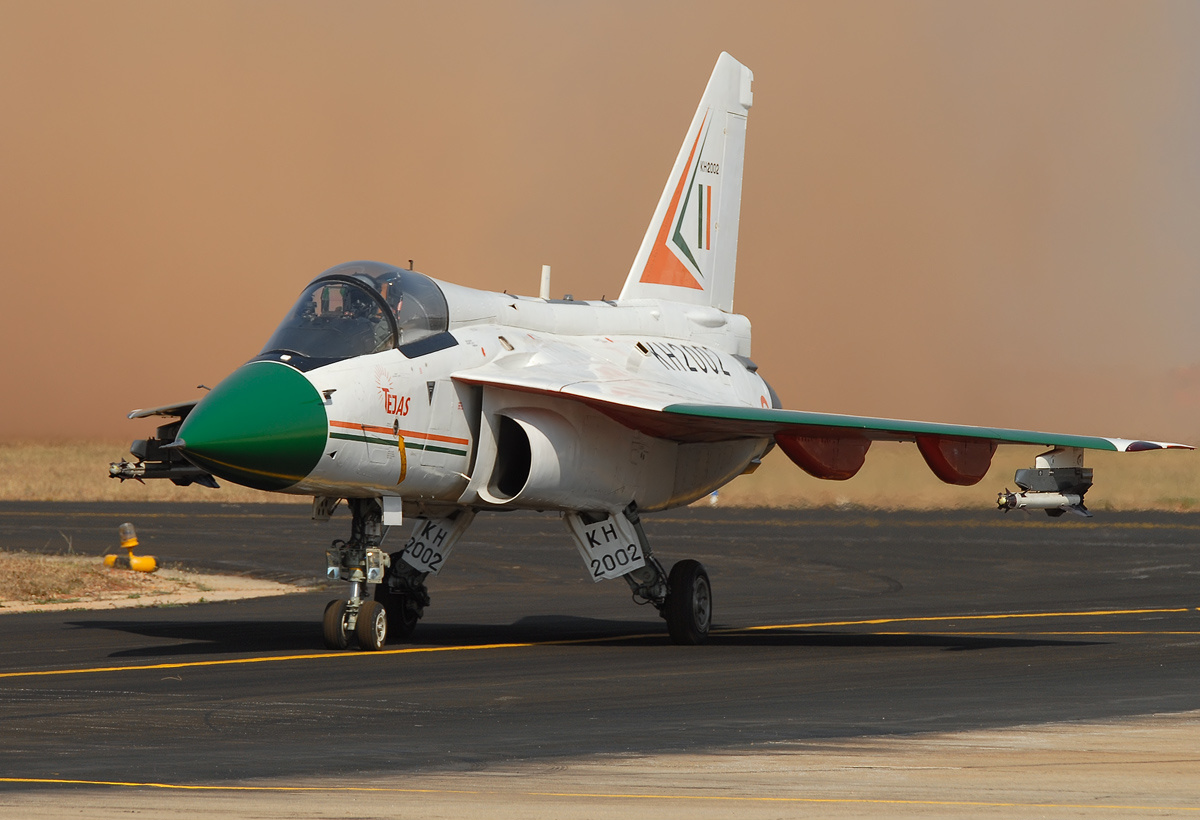
2007年印度航展

1983年，印度空軍意識到需要發展印度自身的作戰飛機並就此提出兩項目標，第一個目標是替代將在90年代便壽終的米格-21戰鬥機。第二個目標即是推動印度本土的航太產業，進一步擴大印度的航空太空研發能力與完整的軍工體系。
為了實現這些目標，印度政府選擇採取不同的方案，並在1984年成立了航空發展局（ADA）以管理和領導輕型戰鬥機計畫。雖然光輝戰鬥機經常被描述成印度斯坦航空有限公司的產品，然而光輝的研製責任實際上是屬於印度航空發展局（ADA），並與印度斯坦航空、超過100個實驗室、負責研發的機構共同組成輕型戰鬥機計畫的承包商。最初，印度政府提出了多項需「自力更生」的目標，包括飛行線控系統（FBW）、飛行控制系统（FCS）、多模脈衝多普勒雷達和加力渦輪扇發動機的研究。
1990年，輕型戰鬥機計畫的設計初稿完成。

### 發展歷程
1987年10月，印度斯坦航空有限公司開始為戰鬥機確定所需要的設計規格，並邀請了法國達梭航太作為技術顧問，負責為其極為豐富的專業知識向輕型戰鬥機提供意見。及後印度斯坦航空會同印度政府決定將計畫分成兩個階段。
第一階段在1993年4月開始 ，該階段的意義在於概念驗證和試驗兩架技術試驗機，並將兩架試驗機分別命名為「TD-1」和「TD-2」。TD-1作為首架技術試驗機在1995年完成生產，可是TD-1卻因為天生缺憾而發生故障，再加上當時以美國為主導的西方國家因為印度進行核試驗而對印度實施禁運的緣故，使印度缺乏TD-1所使用的發動機，最終首架技術試驗機TD-1在2001年1月4日才完成首飛 。TD-1成功試飛後，時任總理阿塔爾·比哈里·瓦傑帕伊便正式將輕型戰鬥機計畫的戰機命名為「Tejas」，在梵語意思中是指「光輝」。TD-1的試飛完成，使印度舉國上下大為歡喜，隨即進入下一架試驗機的技術驗證。2002年6月6日，TD-2完成首飛，飛行員甚至稱光輝戰鬥機比米格-21戰鬥機更為優勝。
在TD-1試飛完成後，印度便在2001年11月展開第二階段的開發。根據計畫，印度將會製造PV-1、PV-2、PV-3、PV-4和PV-5等原型機，可是技術的缺憾使試驗過程進展並不順利，導致多項指標均不能達到。

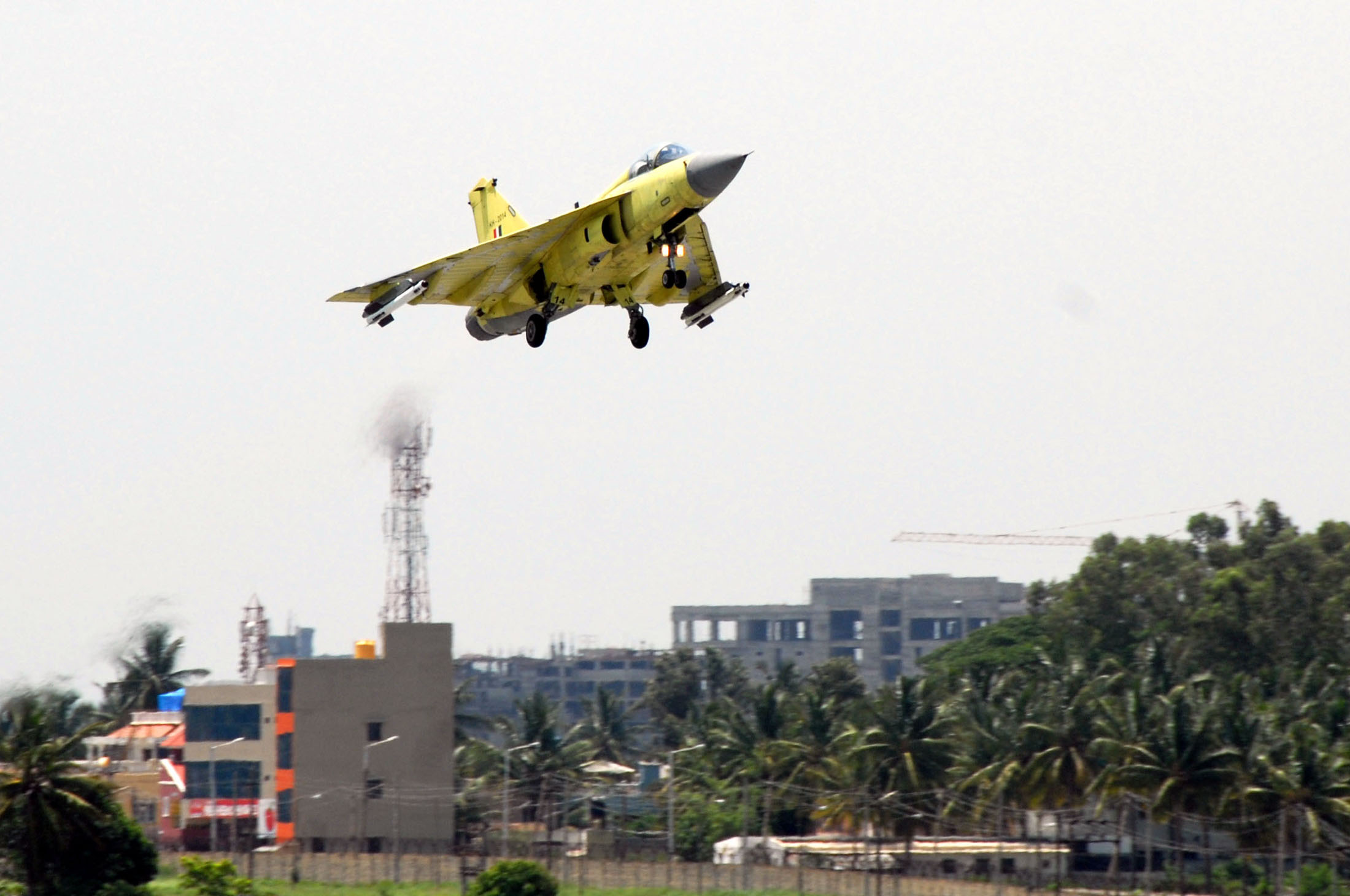
光輝戰鬥機LSP-4號原型機首飛

2005年3月，雖然光輝戰鬥機的試驗過程中存在明顯不足，但印度空軍仍訂購了40架光輝戰鬥機（20架為另作打算），而該40架戰機均配備美國通用电气的F404-GE-IN20發動機，而不是印度正在研發的卡佛裡發動機。2007年4月25日，首架限量生產的光輝戰鬥機（LSP-1）完成首飛，其試飛速度達到1.1馬赫，並在2009年1月22日完成多達530個小時的飛行測試。2010年4月23日，第三架生產的原型機（LSP-3）成為首架搭載埃爾塔公司的EL/M-2032多模雷達的原型機。其後2010年6月，第四架原型機（LSP-4）亦都完成首飛，隨後各個LSP版本都已經完成試飛，最後一架試飛的原型機是LSP-8，於2013年3月完成試飛，標誌著空軍版本的光輝戰鬥機經已完成研發。
在各種試驗過程中，印度亦為海軍考慮了艦載機，於是在2003年批准光輝艦載型版本的項目，首架艦載試驗機（NP-1）在2010年7月完成生產，並在2012年4月於班加羅爾的機場完成首飛。其後真正試驗艦載起飛的版本（NP-2）在同年12月成功進行滑翔起飛試驗。使印度海軍有望在國產航母上裝備光輝艦載型版本戰鬥機。
至今，整個輕型戰鬥機計畫已經衍生出技術試驗版本（TD）、原型機版本（PV）、限量生產版本（LSP）、艦載戰鬥機版本（NP）、教練機版本與量產型版本（Mk）。整個研發項目雖然歷經波折，亦被外界嘲諷光輝戰鬥機耗用了「三十年時間」研製，但印度通过光辉战斗机设计制造促進了本土航空業與軍工體系的發展。
2015年1月17日，首架光輝戰鬥機正式交付印度空軍。
2019年9月，艦載版本的光輝戰鬥機成功在果阿的模擬飛行甲板設施起飛。

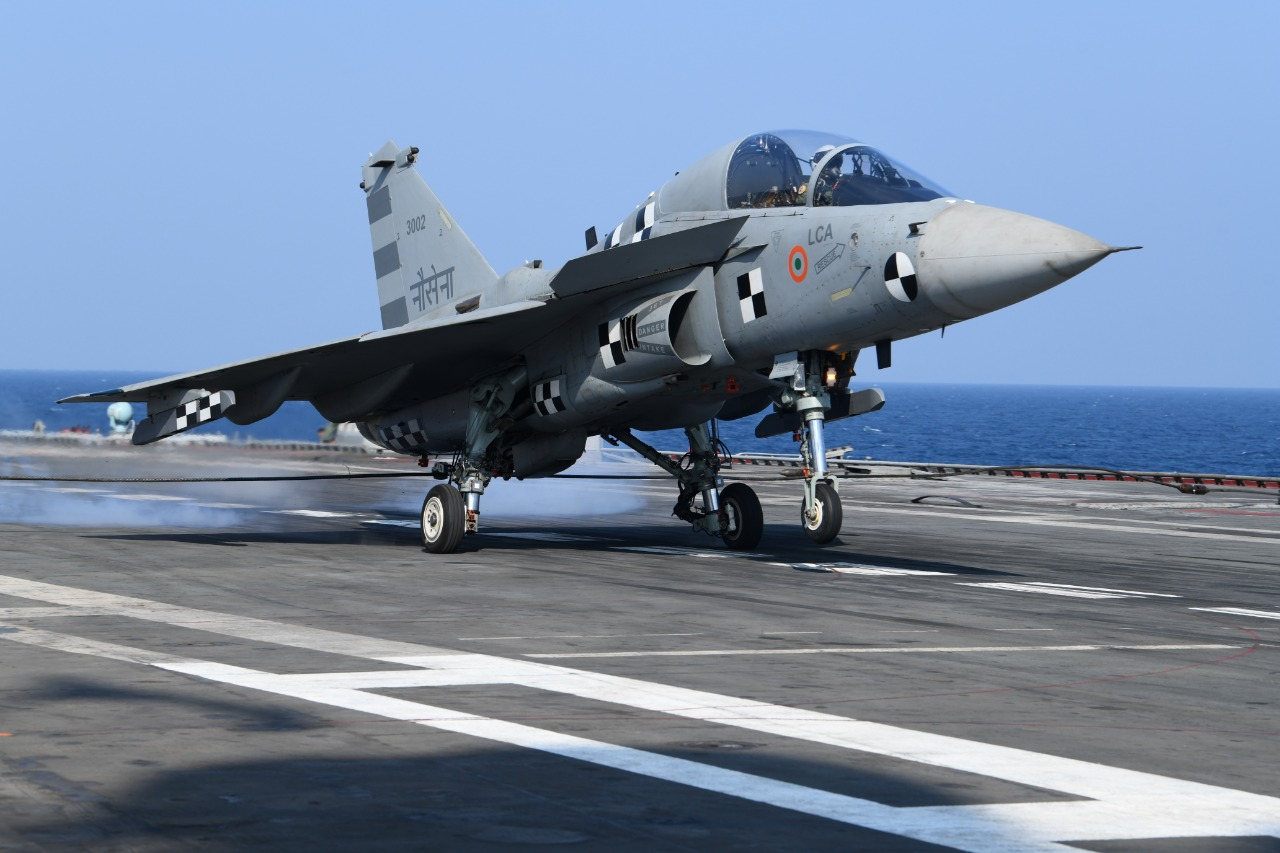
艦載版光輝戰鬥機降落在超日王號航空母艦上

2020年1月11日，艦載版本的光輝戰鬥機首次降落在超日王號航空母艦上，翌日首次在超日王艦上滑躍起飛。

## 設計

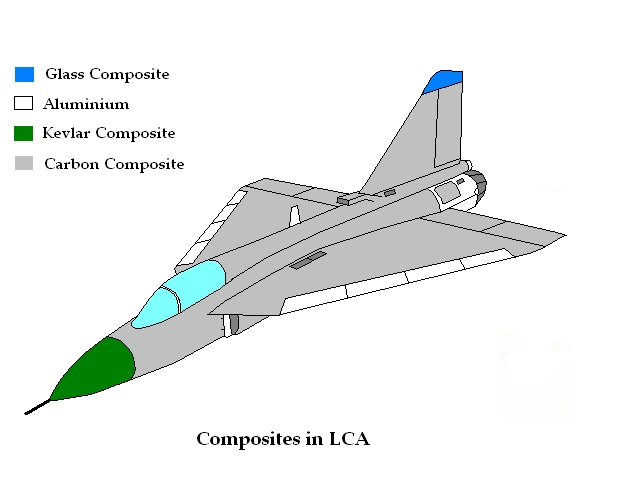
光輝戰機的複合材料

光輝戰鬥機很大程度上是參考了幻象-2000戰鬥機的設計，採用無水平尾翼的大三角翼設計，使飛機擁有優秀的短距起降能力。而機身則採用了複合材料製造，有效地降低飛機重量。为第四代戰鬥機的標準，與中國和巴基斯坦合作研製的梟龍戰鬥機水準較為相似。

### 機身構造
光輝戰鬥機的機身採用鋁-鋰合金、碳纖維複合材料（C-FC）和鈦合金鋼製造，其中C-FC複合材料佔有機身構造多達45%。複合材料的使用使光輝戰鬥機擁有更輕更強的機身，同時光輝戰鬥機所佔的複合材料比例是當今世上最高之一。除了使機身更輕，複合材料亦使機身可以減少鉚釘的數量，增加飛機的可靠性和降低其因結構性疲勞而產生裂痕的風險。

### 飛控系統與綜合航電設備

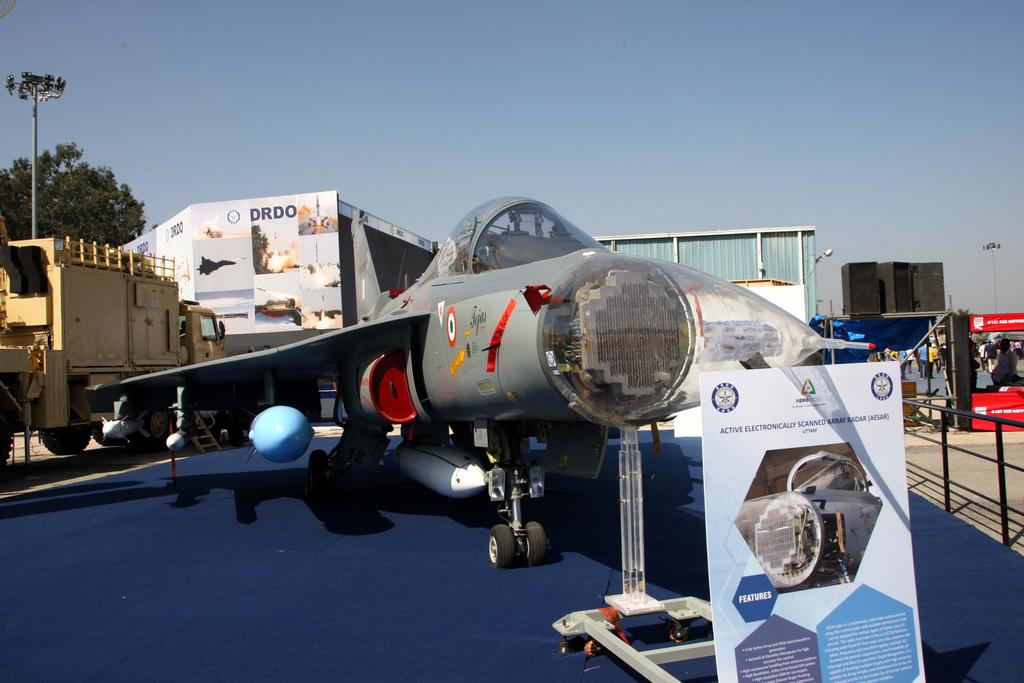
光輝戰鬥機的雷達

最初印度打算整體的航電設備皆由本土生產，但最終僅有60%的部件是國產。在飛控方面，由於光輝戰鬥機使用控制構型載具的設計，因此它配備了四個飛行線控系統（FBW），以減輕飛行員的處理負擔。
光輝戰鬥機的雷達是採用了以色列航空航天工業公司的EL/M-2032多模多普勒脈沖雷達，使光輝能夠具備高達150公里空中掃瞄和跟踪模式，與極佳的對地/對海精準搜索與定位的能力。然而，按目前的計畫，印度希望未來光輝戰鬥機改裝電子掃描陣列雷達，以提高光輝戰鬥機的能力。
除了雷達，光輝戰鬥機也配置了紅外線搜索和跟踪傳感器（IRST），使其可以更精準進行對地/對海攻擊或轟炸。而該系統是以莢艙為基礎。

### 發動機

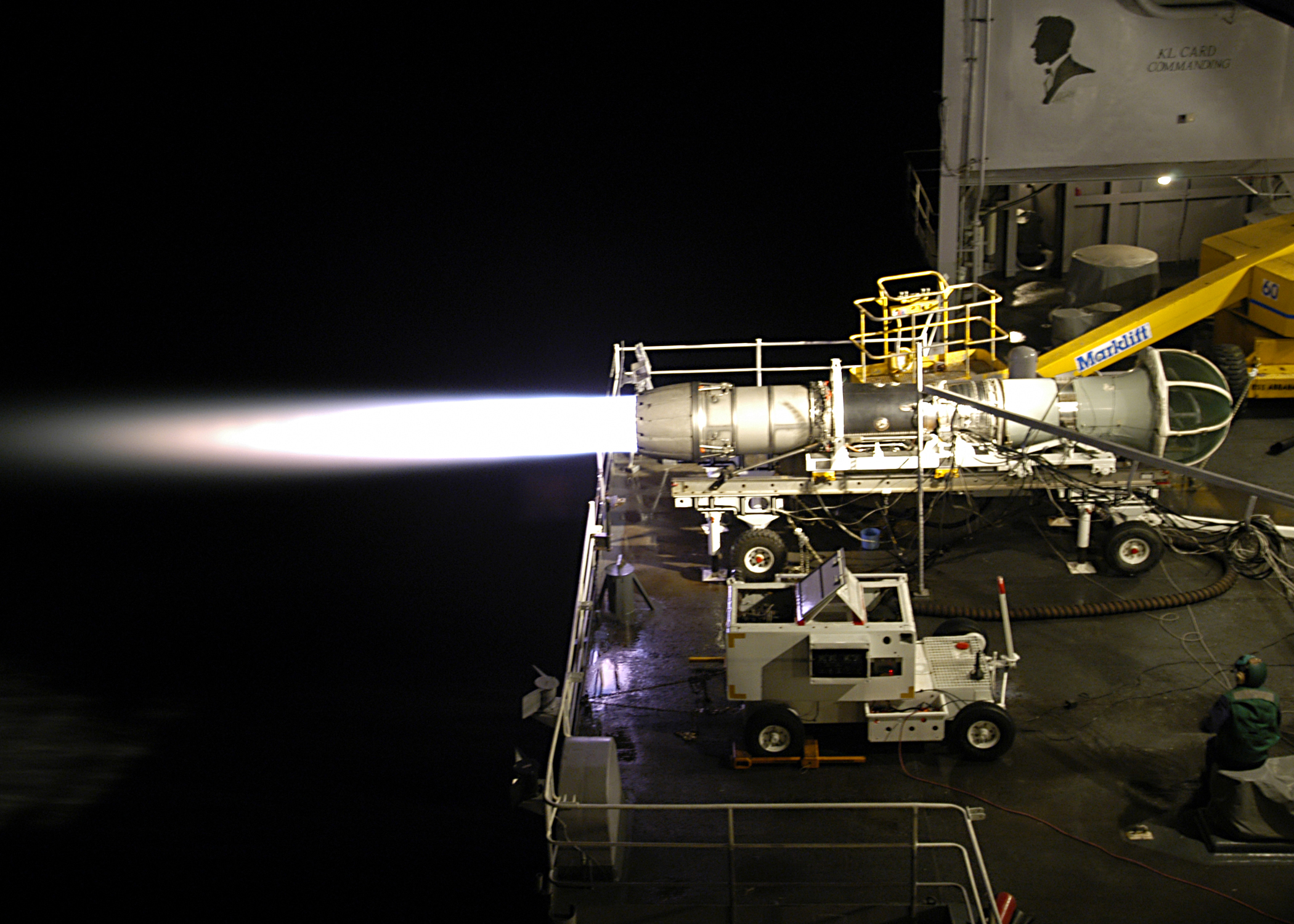
通用电气的F404-GE-IN20發動機

印度最初希望光輝戰鬥機採用國產的卡佛裡發動機，然而卡佛裡至今仍未完成研發和測試，因此改為選用美國通用电气的F404-GE-IN20發動機，但卡佛裡發動機仍然不會因而停止研發，在完成研發後便會配置在量產型的光輝戰鬥機中。而光輝Mk.2型將會配備更先進的F414渦輪扇發動機 。

## 衍生型

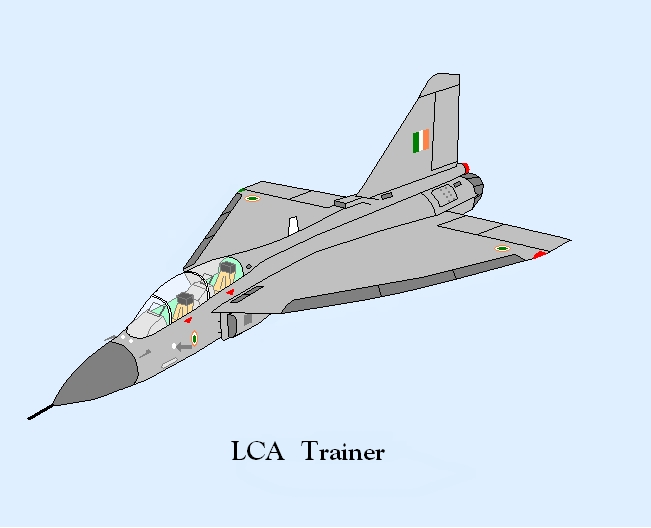
光輝教練機型

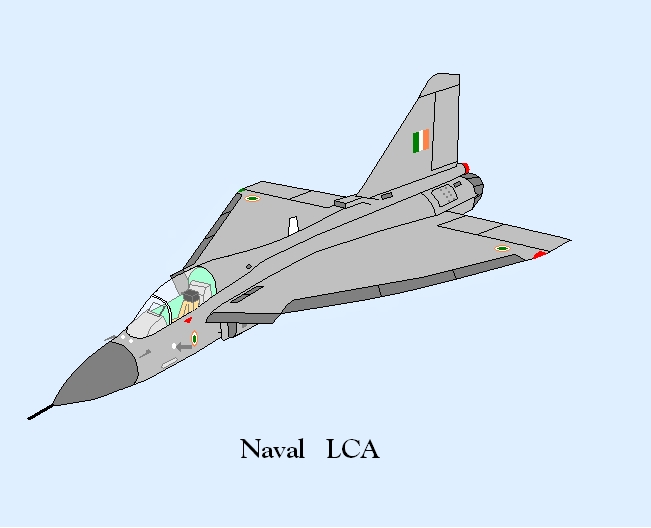
光輝艦載型

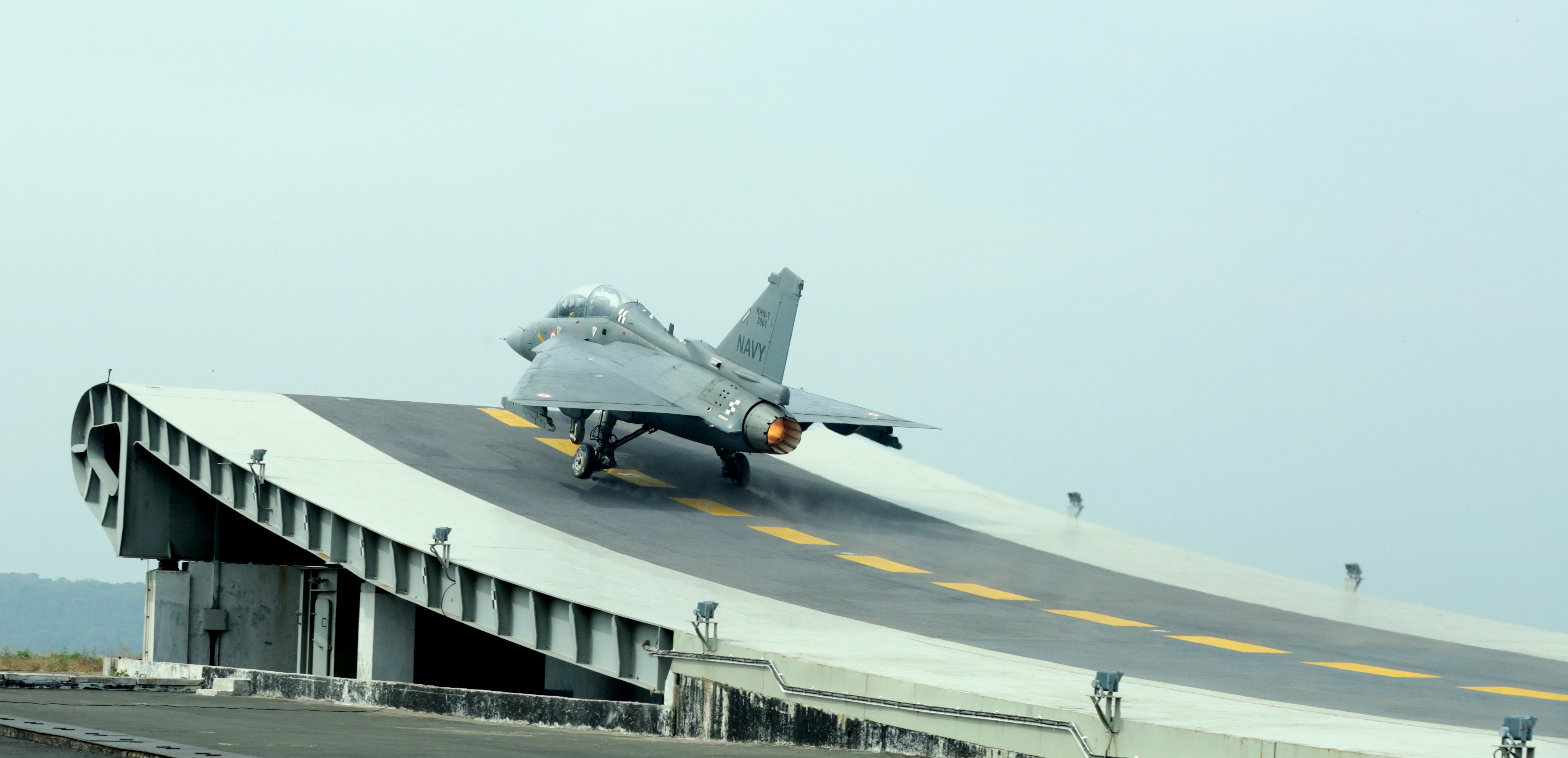
進行滑跳試驗的光輝艦載機

### 技術試驗版本（TD）
- TD-1（KH2001）：2001年1月4日試飛
- TD-2（KH2002）：2002年6月6日試飛

### 原型機版本（PV）
- PV-1（KH2003）：2003年11月25日試飛
- PV-2（KH2004）：2005年12月1日試飛
- PV-3（KH2005）：2006年12月1日試飛
- PV-4：沒有數據。
- PV-5（KH-T2009）：2009年11月26日試飛（戰鬥/教練機）
- PV-6（KH-T2010）： 2014年11月8日試飛（戰鬥/教練機）

### 限量生產版本（LSP）
- LSP-1（KH2011）：2007年4月24日試飛
- LSP-2（KH2012）：2008年6月16日試飛
- LSP-3：2010年4月23日試飛
- LSP-4（KH2014）：2010年6月2日試飛
- LSP-5（KH2015）：2010年11月19日試飛
- LSP-6：沒有數據。
- LSP-7（KH2017）：2012年3月9日試飛
- LSP-8：2013年3月試飛

### 艦載戰鬥機版本（NP）
- NP-1（KH-T3001）：2012年4月試飛[26]
- NP-2（KH3002）：2015年2月7日完成滑跳試驗。[26]

### 教練機版本
- PV-5（KH-T2009）：2009年11月26日試飛（戰鬥/教練機）
- PV-6（KH-T2010）： 2014年11月8日試飛（戰鬥/教練機）

### 量產型版本（Mk）
- Mark 1，是光輝戰鬥機首個量產型版本。
- Mark 1A
- Mark 2（英语：Tejas Mk2），採用鴨翼設計和通用電氣F414。

## 使用国
- 印度
  - 印度空軍 - 現役40架，2006年，印度空軍向印度斯坦航空公司訂購20架光輝戰鬥機Mk1 IOC型（單座型16架、雙座教練型4架），2009年，印度空軍继续訂購20架光輝戰鬥機Mk1 FOC型（單座型16架、雙座教練型4架），其中32架單座型計劃於2022年前全部交付，截至2022年7月已交付30架，8架雙座教練型計劃於2020年開始生產，預計2024年全部完成交付。2021年2月4日，印度空軍與印度斯坦航空公司簽訂協議，採購83架光輝Mk1A輕型多用途戰鬥機，其中包括10架教練型，預計2024年開始交付。

## 外銷嘗試
2016年1月21日，印度空軍派出兩架編號為「LSP-4」和「LSP-7」的光輝戰鬥機參與巴林航空展，與中國和巴基斯坦合作研製的梟龍戰鬥機同台競技。在展示期間，印度空軍亦參與了戰機示演，顯示出了其機動性能。
此前，曾有多間媒體報道，印度希望向斯里蘭卡推銷光輝戰鬥機，以對抗巴基斯坦對其銷售梟龍戰機，但至今雙方仍未就細節進行過談判。
2023年7月19日根據印度《防務新聞》網站報導，阿根廷國防部長 17 日訪問印度期間，將和印度簽署一份總額高達 10.5 億美元的採購協議。
阿根廷將購買15架印度斯坦航空「光輝」戰鬥機，

## 技術規格（Tejas Mk.1）
参考资料：tejas.gov.in, DRDO Techfocus, Jane's All the World's Aircraft,
基本信息
- 机组：1 or 2
- 長度：13.2米（43英尺4英寸）
- 翼展：8.2米（26英尺11英寸）
- 高度：4.4米（14英尺5英寸）
- 机翼面积：38.4平方（413平方英尺）
- 空重：6,560（14,462磅）
- 总重：9,800（21,605磅）
- 最大起飛重量：13,500（29,762磅）[43]
- 燃料容量：2,458（5,419磅） 机载; 2 × 1,200 L（260 imp gal；320 US gal）, 800 L（180 imp gal；210 US gal） 外挂油箱, 725 L（159 imp gal；192 US gal）
- 弹药挂载: 5,300（11,700磅） external stores[43]
- 发动机：1台通用電氣F404具有全权数字发动机控制的後燃器，85千牛頓（19,000磅力） 带后燃器[44]

性能
- 最大速度：1,980每小時（1,230英里每小時；1,069節）
- 最大速度：1.6[43]馬赫
- 航程：1,850（1,150英里；999海里）
- 戰鬥航程：500（311英里；270海里）机载内部燃料[45]
- 转场航程：3,200（1,988英里；1,728海里）配有2个外挂油箱[45]
- 升限：16,000（52,000英尺）[43]
- 过载限制：+9/−3.5[46]
- 翼载：255.2每平方（52.3磅每平方英尺）
- 推重比：0.94[47]

武器

- 機槍：1x 23 mm twin-barrel GSh-23 cannon
- 外挂点：共8个挂载点（1个在左侧进气道下方用于挂载瞄准吊舱，6个在机翼下方，1个在机身下方） 挂载能力5300 kg，规定携带以下物品的组合：
  - 火箭彈：S-8航空火箭彈[48]
  - 飛彈：

    - 空对空导弹:
      - R-73[48]
      - I-Derby / ER[49]
      - 巨蟒五型[49]
      - ASRAAM[50] (计划中)
      - Astra Mark 1 (计划中)[51]
      - R-77 (计划中)[52]

    - 空对地导弹:

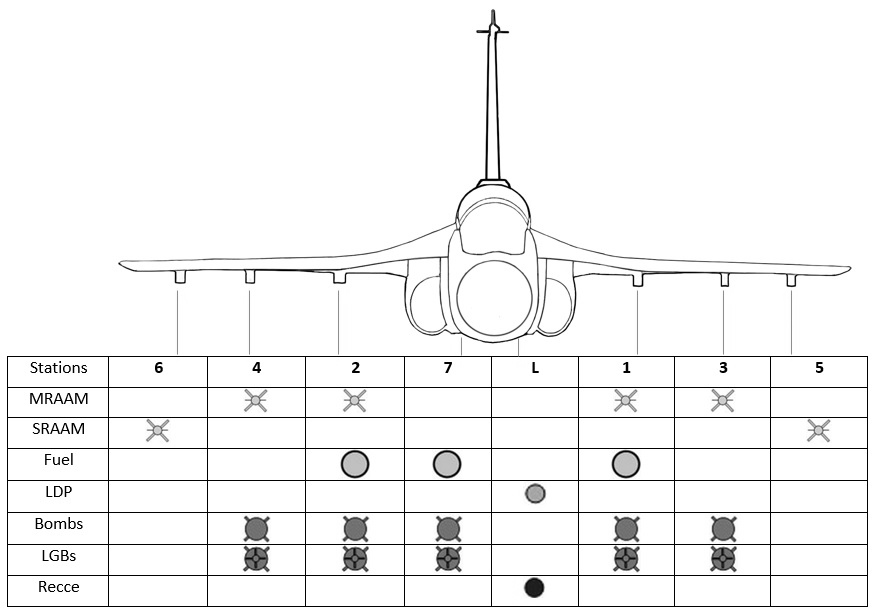
光輝戰鬥機的掛點武器

      - Kh-59ME, Kh-59L, Kh-59T
      - AASM-Hammer (SBU-38/54/64)[53]
      - BrahMos-NG ALCM[54] (计划中)

    - 反辐射导弹:
      - Rudram-1 (计划中)[55]

    - 反舰导弹:
      - Kh-35导弹
      - Kh-59MK

  - 炸彈：

    - 精确制导武器:
      - Spice[56]
      - JDAM[57]
      - HSLD-100/250/450/500
      - DRDO Glide Bombs
      - DRDO SAAW
      - Tactical Advanced Range Augmentation (TARA)[58]

    - 雷射導引炸彈:
      - KAB-1500L
      - GBU-16 Paveway II
      - Sudarshan雷射導引炸彈
      - Griffin雷射導引炸彈[59]

    - 集束彈藥:
      - 俄罗斯RBK-500[48]

    - 非導引炸彈:
      - ODAB-500PM
      - ZAB-250/350
      - BetAB-500Shp
      - FAB-500T
      - FAB-250
      - OFAB-250-270
      - OFAB-100-120
- 其他:
  - BDL Chaff/Flare 干扰弹投放系统 (CMDS)[60]
  - DARE瞄准吊舱 (Tejas Mk.1 FOC)[61][62]
  - Rafael Litening III[63]

航電

- Elta EL/M-2032 混合多模 火控雷达 (Tejas Mk.1)[49]
- DARE-Elisra Mayawi自卫系统套件(Tejas Mk.1)[64][65]
- MIL-STD-1553B bus[66]

## 類似機種
- F-CK-1戰鬥機
- 梟龍戰鬥機
- JAS 39戰鬥機
- 幻象2000戰鬥機
- L-15B戰鬥機
- FA-50 block20戰鬥機